# 包迪布爾
包迪布爾，是台灣卑南族南王部落神話中的人物，為阿拉西斯氏族（Arasis）的始祖，曾和南王部落的領導氏族巴沙拉阿特（Pasara'at）爭執領地並因此而死。

## 身世
包迪布爾出生在巴拿巴拿樣（Panapanayan，位於知本部落南方、今太麻里鄉三和村南迴公路旁的海岸地），出生於創造神奴努勞（Nunur）在當地插下的竹子，是阿拉西斯氏族傳說中的竹生始祖之一，他還有一個姊妹兼妻子阿瑪娜（Amana）以及一個弟弟達基烏（Takyu/Takio/Patakil），並且育有固拉杜（Kuladuy，男）、雅姆蓋（Yamugay，女）一對子女。在起源地生下孩子後，他便帶著家人遷到貓山（位於今台東縣台東市，卑南溪南岸的小丘）居住，建立了阿拉西斯氏族，而他們在當地種植的小米則是從南王部落的瑟訥訥那裡取得的。

## 傳說

### 衝突
在包迪布爾還在世時，阿拉西斯氏族還沒加入南王部落，且因為他們的聚居地位於麥達帶（maydatar，南王部落舊址，位於今臺東縣臺東市，台東車站附近）東方，南王部落的人每當要前往海邊時，都會經過他們的領地。其中，來自南王部落巴沙拉阿特氏族的包迪魯（Pautilun）因為經常經過他們的領地去Kawasan（位於今台東縣台東市猴仔山）採貝，但卻從來沒有知會過阿拉西斯氏族，這讓他們很不開心，包迪布爾因此向他提出決鬥，一開始包迪魯因為不想跟近鄰起衝突而拒絕，但包迪布爾執意要分勝負，兩人因此約定日期決鬥。

### 死亡
決鬥的結果是兩敗俱傷，包迪魯當場死亡、包迪布爾則身受重傷，他在勉強回到家後吩咐弟弟達基烏，要他在自己死後把自己的長矛立在貓山的東方山脊上，這樣南王部落的人就會以為自己還活著而不敢進犯，不久後便傷重而死。

### 和解
在他死後過了一段時間，南王部落派出了杜巴（Touba）、包蘇勞（Pausulau）、姆蘇勞（Musulau）、烏瓦拉外（Owalawai）、蘇馬達（Sumata）、谷幸（Gushin）和達谷利（Tagulib）七位使者拜訪阿拉西斯氏族，提出雙方和平相處、並且讓他們遷移到南王部落的提議，因為他們的態度很誠懇，達基烏和阿瑪娜便決定同意他們的提議，阿拉西斯氏族移居麥達帶，正式加入部落，而部落眾氏族將他們的領地劃分為南北兩部分，並把南部歸為他們的領地，而阿拉西斯氏族也開始定時像他們繳交一定的穀物納貢、並且開始在南王部落裡舉辦小米的祭典（在這之前南王部落只有稻米祭）。

## 現代研究
研究者認為，包迪布爾的傳說印證了在祖先離開起源地後，卑南族各氏族在台東平原上各自建立部落、形成以母系氏族為基礎的政治與軍事組織，並且佔領地盤和劃分勢力範圍的發展過程，在這段時間內，原本的遊獵方式已經無法繼續下去，而是改以農耕或漁撈為主，且除非有婚姻的關係、或像阿拉西斯氏族這種小氏族為了尋求保護而加入大部落的情況，不然各部落的人是不能隨意進入其他勢力範圍內的。而在包迪布爾生活或與其傳說對應的年代時，南王部落很有可能已經形成了以巴沙拉阿特、巴拉哪都（Valangato/Palangato）、沙巴彥（Sapayan）等三大（北部落）氏族為首的初期部落：東東安．巴依灣部落（Tongtongan Paiwan），並且隨著阿拉西斯氏族的加入而將其勢力往東擴展、形成南北部落的雛形，並且化解了來自東方的威脅。